# EFL 챔피언십
EFL 챔피언십(EFL Championship)은 잉글랜드 축구 리그 시스템에서 프리미어리그에 이어 두 번째로 높은 단계인 2부 리그이다. 매년 상위 3팀은 프리미어리그로 승격되며, 하위 3팀은 리그 원으로 강등된다. 줄여서 챔피언십, 또는 후원사의 이름을 따서 스카이벳 챔피언십이라고도 부른다.
풋볼 리그 챔피언십이란 명칭은 2004-05 시즌부터 도입되었으며, 그 전에는 풋볼 리그 1부 (Football League First Division)로 알려져 있었다. 그러다 2016-17 시즌부터 풋볼 리그가 잉글리시 풋볼 리그(EFL)로 명칭을 변경하면서 EFL 챔피언십이라 부르게 되었다.
세계에서 1부 리그가 아닌 리그들 중에 가장 재정이 부유하며, 유럽에서는 9번째로 부유한 리그이다. 역대 가장 좋은 성적을 거둔 팀은 2005-06 시즌에 승점 106점을 획득하고 프리미어리그로 승격한 레딩이다.

## 역사
풋볼 리그 챔피언십은 리그가 처음 시작된 2004-05 시즌의 총 관중 수는 980만 명으로 영국의 프리미어리그(1,288만 명), 스페인의 라리가 (1,157만 명), 독일의 분데스리가 (1,092만 명)에 이어 네 번째로 관중이 많은 리그로 자리하였다. 이는 이탈리아의 세리에 A (977만 명)와 프랑스 리그 1(817만 명)을 근소하게 앞서는 수준이다. 2부 리그임에도 4위를 차지할 수 있었던 가장 큰 이유는 20개 팀이 있는 세리에A, 18개 팀이 있는 분데스리가보다 더 많은 24개 팀이 있어 경기 수가 그만큼 많기 때문이다.
각 팀 경쟁의 가장 큰 동기는 텔레비전 수익 배분에서 발생한다.
후원사는 2009-10 시즌까지는 코카콜라였고, 2010-11 시즌부터 2012-13 시즌까지는 엔파워였으며, 2013-14시즌부터는 영국의 스카이벳이 후원하고 있다.

## 리그 구조
모두 24개의 팀이 참가한다. 매년 8월부터 다음 해 5월까지, 각 팀은 다른 23개 팀의 홈 경기와 원정 경기를 통해 총 46번의 경기를 한다. 승점은 승리는 3점, 무승부는 1점, 패배는 0점으로 계산한다. 승격 팀과 강등 팀 그리고 플레이 오프 경기의 장소 결정은 모두 승점의 순위로 결정된다.
시즌이 끝날 때, 1위와 2위 두 팀과 3위~6위 팀 간의 챔피언십 플레이오프에서 우승한 1팀이 1부 리그인 프리미어리그로 승격하게 되며, 하위 3개의 팀은 3부 리그인 EFL 리그 원으로 강등된다. 챔피언십 플레이오프는 3위서부터 6위까지의 시즌을 끝낸 우승 팀이 프리미어리그로 승격하기 위한 승자진출식의 대회이다.
챔피언십은 20개 팀이 하나의 리그를 구성하는 다른 나라와 달리 24개 팀으로 구성되어 있어 더 많은 경기가 진행되고 선수들의 회복 시간이 짧아지는 문제점을 가지고 있다. 이로 인해 2019-2020 시즌부터 각 풋볼 리그와 그 하위 리그의 팀을 20개로 줄이고 새로운 리그를 하나 더 출범시킬 계획을 가지고 있다.

## 방송권

### TV
2009년부터 2012년까지 스카이 스포츠는 모든 경기의 실황을 생방송으로 중계할 수 있는 권한을 가지고 있다.
BBC는 10개 경기를 선택해서 중계할 권리와 하이라이트의 방송권을 가지고 있다. BBC는 하이라이트 패키지의 방송을 담당했다. 채널 5는 EFL컵과 존스턴의 페인트 트로피의 하이라이트를 방송한다.

### 라디오
챔피언십에서 축구 팀의 연고지 라디오 방송국은 대부분의 경기 실황을 오디오로 중계한다. BBC 스포츠는 리그 경기에 대한 모든 방송의 독점권을 가지고 있다. 주요 경기를 대형 방송국에서 중계하는 동안 대부분의 경기는 각 팀의 연고지의 BBC 라디오 방송국을 통해 중계된다. BBC 라디오 방송의 모든 경기는 BBC 웹 사이트에서 온라인으로 중계된다.

## 참가팀
| 구단명                | 순위 (2023-24)           | 연고지               | 경기장                          | 수용인원 |
| --------------------- | ------------------------ | -------------------- | ------------------------------- | -------- |
| 블랙번 로버스         | 19위                     | 블랙번               | 이우드 파크                     | 31,367   |
| 브리스틀 시티         | 11위                     | 브리스틀             | 애슈턴 게이트                   | 27,000   |
| 번리                  | 프리미어리그 19위 (강등) | 사우샘프턴           | 터프 무어                       | 21,944   |
| 카디프 시티           | 12위                     | 카디프               | 카디프 시티 스타디움            | 33,316   |
| 코번트리 시티         | 9위                      | 코번트리             | 코번트리 빌딩 소사이어티 아레나 | 32,609   |
| 더비 카운티           | 리그 원 2위 (승격)       | 더비                 | 프라이드 파크 스타디움          | 32,956   |
| 헐 시티               | 7위                      | 킹스턴어폰헐         | MKM 스타디움                    | 25,586   |
| 리즈 유나이티드       | 3위                      | 리즈                 | 엘런드 로드                     | 37,608   |
| 루턴 타운             | 프리미어리그 18위 (강등) | 루턴                 | 케닐 워스 스타디움              | 12,000   |
| 미들즈브러            | 8위                      | 미들즈브러           | 리버사이드 스타디움             | 34,742   |
| 밀월                  | 13위                     | 런던 (사우스 버몬지) | 더 덴                           | 20,146   |
| 노리치 시티           | 6위                      | 노리치               | 캐로 로드                       | 27,244   |
| 옥스퍼드 유나이티드   | 리그 원 5위 (승격)       | 옥스퍼드             | 카삼 스타디움                   | 12,500   |
| 플리머스 아가일       | 21위                     | 플리머스             | 홈 파크                         | 17,900   |
| 포츠머스              | 리그 원 1위 (승격)       | 포츠머스             | 프래턴 파크                     | 20,899   |
| 프레스턴 노스 엔드    | 10위                     | 프레스턴             | 딥데일                          | 23,408   |
| 퀸스 파크 레인저스    | 18위                     | 런던 (쉐퍼즈 부시)   | 로프터스 로드                   | 18,439   |
| 셰필드 유나이티드     | 프리미어리그 20위 (강등) | 셰필드               | 브래몰 레인                     | 32,050   |
| 셰필드 웬즈데이       | 20위                     | 셰필드               | 힐스버러 스타디움               | 34,854   |
| 스토크 시티           | 17위                     | 스토크온트렌트       | 베트365 스타디움                | 30,089   |
| 선덜랜드              | 16위                     | 선덜랜드             | 스타디움 오브 라이트            | 49,000   |
| 스완지 시티           | 14위                     | 스완지               | 리버티 스타디움                 | 21,088   |
| 왓퍼드                | 15위                     | 왓퍼드               | 비커리지 로드                   | 22,200   |
| 웨스트브로미치 앨비언 | 5위                      | 웨스트브로미치       | 더 호손스                       | 26,688   |

## 이전 시즌 결과
| 시즌    | 리그 우승             | 승점 | 준우승                 | 승점 | 플레이오프 승자     |
| ------- | --------------------- | ---- | ---------------------- | ---- | ------------------- |
| 2004-05 | 선덜랜드              | 99   | 위건 애슬레틱          | 80   | 웨스트햄 유나이티드 |
| 2005-06 | 레딩                  | 116  | 셰필드 유나이티드      | 90   | 왓퍼드              |
| 2006-07 | 선덜랜드              | 93   | 버밍엄 시티            | 84   | 더비 카운티         |
| 2007-08 | 웨스트브로미치 앨비언 | 89   | 스토크 시티            | 76   | 헐 시티             |
| 2008-09 | 울버햄프턴 원더러스   | 94   | 버밍엄 시티            | 83   | 번리                |
| 2009-10 | 뉴캐슬 유나이티드     | 109  | 웨스트브로미치 앨비언  | 91   | 블랙풀              |
| 2010-11 | 퀸즈 파크 레인저스    | 88   | 노리치 시티1           | 84   | 스완지 시티         |
| 2011-12 | 레딩                  | 89   | 사우샘프턴             | 88   | 웨스트햄 유나이티드 |
| 2012-13 | 카디프 시티           | 84   | 헐 시티                | 79   | 크리스털 팰리스     |
| 2013-14 | 레스터 시티           | 112  | 번리                   | 96   | 퀸즈 파크 레인저스  |
| 2014-15 | 본머스                | 90   | 왓퍼드                 | 89   | 노리치 시티         |
| 2015-16 | 번리                  | 94   | 미들즈브러             | 90   | 헐 시티             |
| 2016-17 | 뉴캐슬 유나이티드     | 99   | 브라이턴 & 호브 앨비언 | 93   | 허더즈필드 타운     |
| 2017-18 | 울버햄프턴 원더러스   | 113  | 카디프 시티            | 90   | 풀럼                |
| 2018-19 | 노리치 시티           | 94   | 셰필드 유나이티드      | 89   | 애스턴 빌라         |
| 2019-20 | 리즈 유나이티드       | 93   | WBA                    | 83   | 풀럼                |
| 2020-21 | 노리치                | 97   | 왓퍼드                 | 91   | 브렌트퍼드          |
| 2021-22 | 풀럼                  | 90   | 본머스                 | 88   | 노팅엄 포리스트     |
| 2022-23 | 번리                  | 101  | 셰필드                 | 91   | 루턴 타운           |
| 2023-24 | 레스터 시티           | 97   | 입스위치 타운          | 96   | 사우샘프턴          |
| 2024-25 | 리즈 유나이티드       | 100  | 번리2                  | 100  | 선덜랜드            |

1노리치 시티는 프리미어리그로 승격하면서 챔피언십에서, 챔피언십으로의 강등과 승격을 모두 겪은 첫번째 팀이 되었다.

2번리는 승점 100점을 달성하며 이전에 입스위치 타운이 세운 2위팀 최다 승점 (96점) 기록을 갈아 치웠다.

## 같이 보기
- 잉글랜드 축구 리그 시스템